# Doom II RPG
Doom II RPG è un videogioco sparatutto in prima persona con elementi di giochi di ruolo a turni, sviluppato da id Software insieme a Fountainhead Entertainment e pubblicato da id Software nel 2009. È uno spin-off della serie di Doom ed è il sequel di Doom RPG.
Il gioco è stato annunciato al QuakeCon del 2008 da Katherine Anna Kang.

## Modalità di gioco

### Novità
Rispetto al primo gioco, Doom II RPG ha una grafica migliore, e sono state aggiunte nuove funzionalità.
In Doom II RPG, i personaggi giocabili sono 3: Kira Morgan (maggiore), Riley O'Connor (scienziato), Stan Blazkowicz (sergente).
Anche alcune armi sono diverse: la classica pistola di Doom RPG è stata sostituita da un fucile a pompa, tra le armi è stata aggiunta anche una pistola ad acqua santa, che è ricaricabile in ogni lavandino ed è in grado di danneggiare e spaventare tutte le creature demoniache (e per curarti), ma inefficace contro gli zombi.
Tra le armi c'è anche il "robot sentinella", un robot telecomandato che spara ai nemici e raccoglie oggetti al posto del protagonista.
In Doom II RPG gli oggetti si possono trovare nelle casse trovabili in giro per i livelli, e si possono trovare anche ispezionando i cadaveri dei nemici uccisi dal giocatore.
Nelle casse e nei cadaveri, si possono trovare punti UAC (per comprare munizioni e armature), ma si possono anche trovare medikit, munizioni di vario tipo, pezzi di armatura (o armature intere) ecc.
Nel gioco sono stati aggiunti anche dei minigiochi.

### Gioco principale
Come nel primo gioco, la visuale è in prima persona ma il movimento non è libero come negli sparatutto in prima persona, ma sia il personaggio controllato che gli avversari seguono delle regole: la mappa è suddivisa in caselle, e si può passare da una all'altra spostandosi in orizzontale o verticale; ogni passo corrisponde al passare di un turno, così come l'uso di un'arma. Questo permette di pensare che tipo di attacco sferrare contro i mostri, che hanno debolezze diverse a seconda della loro "famiglia" di appartenenza.

## Minigiochi
I minigiochi all'interno del gioco sono 3:
- Hacker: Bisogna ordinare i blocchi in base al loro colore nella colonna del colore corrispondente.
- Salto matrice: Lo scopo del gioco è quello di trovare il codice.
- Potenziamento: Bisogna scoprire il codice da aggiungere al totale.